# Caudry

Caudry este o comună în departamentul Nord, Franța. În 1 ianuarie 2022 avea o populație de 14.032 de locuitori.